# Jaderská deska

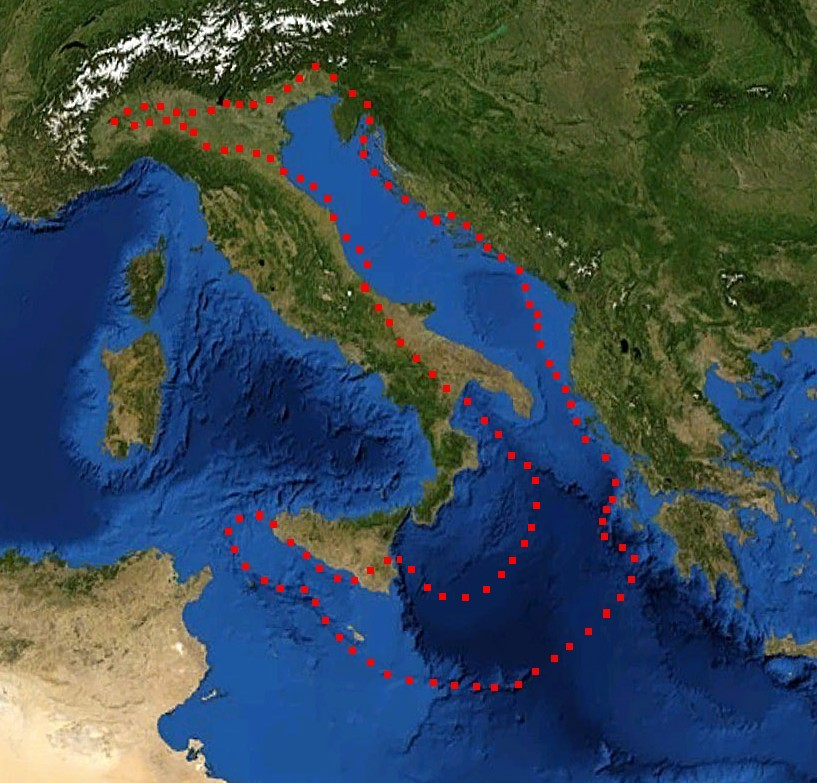
Hranice jaderské desky

Jaderská nebo Apulská deska je malá tektonická deska tvořená převážně kontinentální zemskou kůrou, která se oddělila od Africké desky, resp. Gondwany podél velkého transformního zlomu během křídy. Označení jaderská deska se běžně používá pro její severní část, která byla deformovaná během alpinské orogeneze, v jejímž průběhu narazila na Eurasijskou desku. Suturou po této srážce je Periadriatická linie, která tvoří osu Alp. Apulská deska se dodnes pohybuje vůči Euroasijské desce poměrně nezávisle.
Deska tvoří velkou část Apeninského poloostrova a její část je také zalita Jaderským mořem. Hrubé souvrství druhohorních vápenců usazených na jejím povrchu formují jižní vápencové Alpy. Na mnoha generalizovaných paelogegrafických mapách zabírá oblast Itálie, Řecka, Balkánu, Panonské pánve a Vnitřních Západních Karpat, ale mikrodeska zahrnující Alpy, Karpaty a Panonii se nazývá Alcapa.
Jaderská deska s sebou původně nesla i části oceánské kůry Piemontsko-ligurského oceánu, který ji odděloval od Briançonnaiského mikrokontinentu. Tento oceán však v průběhu křídy subdukoval. V tomto období narazila na Euroasijských desku východní a severní část Apulské desky. Tento proces trval do eocénu, následně během eocénu a miocénu pokračovala kolize v západní části. Základní modelové situace podle teorie deskové tektoniky obvykle ignorují možnost subdukce kontinentální kůry. Několik pozorování však nasvědčuje tomu, že v některých případech k podobnému jevu může dojít. Pokud je kontinentální kůra tenčí než 20 km, pak její hustota je srovnatelná nebo dokonce větší než hustota astenosféry a proto může subdukovat. Geofyzikální výpočty situace a pochodů v Západních Alpách poukazují na to, že k podobnému jevu muselo dojít i při kolizí Apulské desky s Euroasijskou deskou, jež se částečně podsunula pod Apulskou desku.
Z jihu pod Apulskou desku subdukuje oceánská kůra Africké desky, jde o zbytky druhohorního oceánu Tethys. K tomuto dochází hlavně na západě a jihu Apeninského poloostrova. Při procesu také dochází k hromadění sedimentů, které jsou utržené z oceánského dna, vznikají tzv. subdukční melanže. Subdukce a následné natavování pohlcené oceánské kůry má za následek vulkanismus v jižním Itálii.